# Riccordia bicolor
El colibrí bicolor o colibrí azul ultramarino (Riccordia bicolor) es una especie de ave apodiforme de la familia Trochilidae —los colibríes— perteneciente al género Riccordia, anteriormente situada en un género monotípico como Cyanophaia bicolor. Es nativo de las Antillas menores.

## Distribución, alimentación y hábitat
Es una especie endémica de las islas de Dominica y Martinica. Habita en selvas húmedas vírgenes, bordes de selva, y en crecimientos secundarios a lo largo de ríos en las montañas. Es rara a nivel del mar y más numerosa entre los 800 y 1000 m de altitud. Se alimenta de néctar.

## Estado de conservación
El colibrí bicolor ha sido calificado como casi amenazado por la Unión Internacional para la Conservación de la Naturaleza (IUCN) debido a que está confinado a solo dos islas en las Antillas Menores: Dominica y Martinica. El huracán María devastó los bosques de Dominica en 2017 y se cree que causó una reducción concomitante en la población de esta especie. Además, al menos en Martinica, la especie se encuentra principalmente por encima de los 800 m, donde las densidades son altas, pero los cambios de hábitat en las laderas impulsados por el clima están avanzando a buen ritmo. En combinación, y observando que se pronostica que los grandes huracanes ocurrirán con mayor frecuencia debido al aumento de la temperatura superficial del mar, estas amenazas indican que hay una disminución continua en la extensión y calidad del hábitat de la especie. Sin embargo, esta especie ha demostrado cierta tolerancia a huracanes pasados, de los cuales puede recuperarse rápidamente, y la naturaleza de las amenazas significa que no se encuentra en pocos lugares, a pesar del rango relativamente pequeño. Además, las altas densidades de la especie en las áreas montañosas indica que todavía tiene una población numerosa, estimada actualmente entre 25 000 y 150 000individuos maduros.

## Sistemática

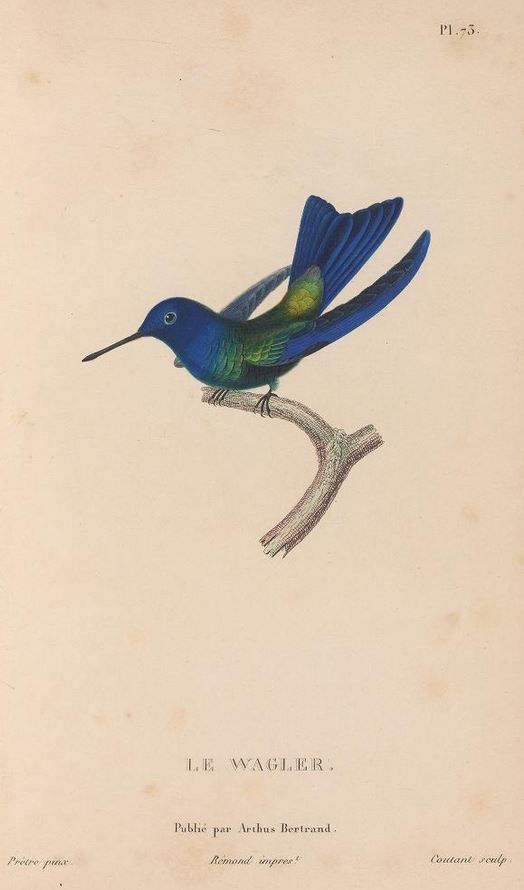
Ornysmya waglerii sinónimo de Riccordia bicolor, ilustración de Prêtre en Lesson Histoire naturelle des oiseaux-mouches, 1830.

### Descripción original
La especie R. bicolor fue descrita por primera vez por el naturalista alemán Johann Friedrich Gmelin en 1788 bajo el nombre científico Trochilus bicolor; su localidad tipo es: «Guadalupe».

### Etimología
El nombre genérico femenino «Riccordia» proviene del nombre específico Ornismya ricordii cuyo epíteto «ricordii» conmemora al médico y naturalista francés Alexandre Ricord (nacido en 1798); y el nombre de la especie «bicolor» en latín significa ‘de dos colores, bicolor’.

### Taxonomía
La presente especie estuvo históricamente situada en un género monotípico Cyanophaia, como Cyanophaia bicolor, así como las especies Chlorostilbon swainsonii, C. ricordii y C. maugaeus estaban anteriormente situadas en el género Chlorostilbon. Un estudio genético-molecular de McGuire et al. (2014) demostró que Chlorostilbon era polifilético y que la presente especie estaba embutida en el clado formado por estas especies de Chlorostilbon citadas. En la clasificación propuesta para crear un grupo monofilético, todas estas especies fueron transferidas al género resucitado Riccordia que había sido propuesto en 1854 por el ornitólogo alemán Ludwig Reichenbach con Ornismya ricordii como especie tipo. Este cambio taxonómico fue seguido por las principales clasificaciones.
Es monotípica.